# لبه آتش
لبه آتش یک مجموعه تلویزیونی محصول سال ۱۳۹۰–۱۳۸۹ به کارگردانی جواد افشار، نویسندگی مهدی سجاده‌چی و تهیه‌کنندگی حمید آخوندی و علیرضا جلالی می‌باشد که در دهه فجر ۱۳۹۰ از شبکه یک پخش شد.

## داستان
سه نظامی (سرباز، درجه دار و افسر) از رسته توپخانه، منتظر دستور مافوق برای گلوله‌باران تهران هستند. در آن شرایط که نظامی‌ها از لحاظ روحی و عاطفی به شدت دچار مشکل شده‌اند، این سه نظامی ایزوله شده به مهمترین سوال ممکن می‌اندیشند. اینکه چرا آنها را برای انجام این مأموریت انتخاب کرده‌اند. در حالیکه هیچ‌کدام به شاه دوستی در ارتش اشتهار ندارند.

## بازیگران
| بازیگران             | نقش     |
| -------------------- | ------- |
| مجید عبدالعظیمی      |         |
| محمدهادی قمیشی       |         |
| حسن توشه             |         |
| شهراد وثوقی          |         |
| لیلا بوشهری          |         |
| حسن پورشیرازی        | درجه‌دار |
| کاظم بلوچی           |         |
| فرهاد قائمیان        | سردار   |
| امیررضا دلاوری       | سرباز   |
| عبدالرضا زهره کرمانی |         |
| اسماعیل شنگله        |         |
| الناز حبیبی          |         |
| پرویز سنگ سهیل       |         |

### سایر عوامل
| کار پشت‌صحنه         | نام عوامل              |
| ------------------- | ---------------------- |
| طراح گریم           | مهری شیرازی            |
| صدابردار            | هادی افشار             |
| مدیر تولید          | شهرام دانش‌پور          |
| طراح صحنه و لباس    | فرهاد عزیزی‌فرد         |
| دستیار کارگردان     | هوشنگ قنواتی‌زاده       |
| تدوین               | مریم جلالی و مجید حسنی |
| عکاس                | مهدی حیدری             |
| (روابط عمومی        | فرشته طالب‌زاده         |
| جلوه‌های ویژه میدانی | حمید رسولیان           |